# Ukraine Now
Ukraine NOW – oficjalna marka Ukrainy, opracowana przez firmę Banda Agency i zatwierdzona przez Rząd Ukrainy 10 maja 2018 roku. Głównym celem było zbudowanie pozytywnego wizerunku Ukrainy w społeczności międzynarodowej, przyciągnięcie zagranicznych inwestorów i ujawnienie potencjału turystycznego.

## Historia
W 2017 roku Ministerstwo Polityki Informacyjnej Ukrainy zainicjowało powstanie Koncepcji popularyzacji Ukrainy na świecie, w której nalegano na stworzenie jednej marki promującej Ukrainę. W tym celu powołano komisję ekspertów, w skład której wchodzili zarówno urzędnicy, jak i znane osoby publiczne i eksperci. Zarówno pisanie Koncepcji, jak i wszystkie procesy tworzenia jednej marki zostały zainicjowane i towarzyszyły im Sekretarz Stanu w Ministerstwie Polityki Informacyjnej Artem Bidenko. Komisja ekspertów ogłosiła konkurs na najlepszą wersję logo.
Komisja Ministerstwa Polityki Informacyjnej wybrała wersję marki Ukraine NOW, stworzoną przez Agencję Banda, która wcześniej stworzyła logo Ukrainy na Eurowizję-2017. Marka została zatwierdzona na posiedzeniu Rady Ministrów Ukrainy 10 maja 2018 roku.
Głównym krojem marki jest Jermiłow Bold. Autora zainspirowała się twórczość ukraińskiego konstruktywisty Wasilija Jermiłowa.
W 2018 roku Ukraina NOW otrzymała nagrodę Red Dot Design Award.

## Stosowanie
Marka jest przeznaczona zarówno do użytku online, jak i offline; zarówno instytucje państwowe, jak i miejskie, a także przedsiębiorstwa i osoby fizyczne.
Znajduje zastosowanie w szczególności w materiałach drukowanych, pamiątkach, radiu, telewizji, reklamie zewnętrznej, ale także w transporcie, sieciach społecznościowych itp. Dozwolone jest używanie logo z symbolami państwowymi.